# Rejon chołmski
Rejon chołmski (ros. Холмский район) – rejon na północnym zachodzie europejskiej części Federacji Rosyjskiej, w obwodzie nowogrodzkim.
Rejon leży w południowej części obwodu i zajmuje powierzchnię 2,2 tys. km². Obszar ten zamieszkuje 6947 osób (2007 r.).
Ośrodkiem administracyjnym rejonu jest miasto Chołm, liczące 4002 mieszkańców (2002 r.). Ponadto na terenie tym znajdują się 144 wsie.